# Mamouka Mdinaradze
Mamouka Mdinaradze (en géorgien : მამუკა მდინარაძე), né le 24 novembre 1978 à Tbilissi, est un homme politique et juriste géorgien. 

## Biographie
Mamouka Mdinaradze naît le 24 novembre 1978 à Tbilissi, alors capitale de la RSS de Géorgie.
Il est diplômé de la Faculté de droit de l'université d'État de Tbilissi en 2000. En 2005, il devient membre du barreau géorgien et avocat de la défense spécialisé en droit pénal. Il travaille dans plusieurs cabinets d'avocats avant de créer le sien en 2015. Au cours de cette année, il reçoit le titre académique de docteur en droit. 
En 2016, Mdinaradze entre en politique en rejoignant le parti au pouvoir, Rêve géorgien. Il est le candidat de la majorité au pouvoir dans la circonscription de Didi Digomi lors des élections législatives de 2016, parvenant à remporter la victoire avec 51,7 % des voix. Depuis lors, Mdinaradze est membre du Parlement géorgien. En 2020, il est réélu au Parlement, au sein de la coalition : Rêve géorgien – Géorgie démocratique. Il devient whip et leader du groupe Rêve géorgien, en 2016, fonction qu'il occupe jusqu'en 2019, puis de 2020 à 2024. Il est aussi leader de la majorité de 2019 à 2020, ainsi que depuis 2024.
En mars 2024, il présente devant le Parlement un projet de loi destiné à lutter contre la « propagande LGBT », très critiqué et considéré comme homophobe.
Le 15 avril 2024, lors d'une séance parlementaire consacrée à l'examen de la loi dite des « agents de l’étranger », contestée par l'opposition car jugée favorable à la Russie, il est frappé au visage par Aleko Elissachvili, leader d'un groupe parlementaire d'opposition, avant que la situation dégénère en bagarre dans l'enceinte du Parlement,. Il accuse par la suite Elissachvili d'avoir mis en œuvre « une provocation planifiée, supposément payée ».